# Simon Pierre Tchoungui
Simon Pierre Tchoungui (* 28. Oktober 1916 in Nkolmending; † Juli 1997) war ein kamerunischer Politiker.

## Leben
Tchoungui begann seine Schulausbildung 1928 an der Katholischen Missionsschule von Akono und beendete diese nach dem weiteren Besuch der Regionalschule 1938 als Jahrgangsbester an der Oberschule (École Supérieure) von Yaoundé. Im Anschluss war er als Krankenpfleger tätig, wurde 1939 Leiter des Medizinischen Postens in Mbalmayo und ein Jahr darauf mit Beginn des Zweiten Weltkrieges in Frankreich Mitarbeiter im Krankenhaus von Bafia.
Im Februar 1943 trat er als Freiwilliger in die Forces françaises libres unter Charles de Gaulle ein und nahm an der Befreiung Frankreichs teil. Anschließend besuchte er für einige Zeit die École de Médecine de l’AOF – Afrique Occidentale Française in Dakar, die er 1946 wiederum als Jahrgangsbester abschloss. In der Folgezeit war er zunächst bis 1947 Chef des Medizinischen Postens in Bafoussam tätig, ehe er Arzt am Zentralkrankenhaus von Yaoundé wurde. Dort war er zuletzt Stellvertreter des Ärztlichen Direktors und verantwortlich für Chirurgie und Geburtshilfe. Danach studierte er Medizin in Paris und erwarb dort 1956 einen Doktortitel in Medizin mit einer Dissertation über Tuberkulose in Kamerun.
Nach seiner Rückkehr nach Kamerun im September 1956 wurde er Mitarbeiter der Tuberkulose-Abteilung des Medizinischen Dienstes und zugleich Beauftragter für die Medizinische Inspektion der Schulen des Landes. Im Januar 1957 erfolgte seine Ernennung zum Kabinettsdirektor. 1959 wurde er Beauftragter für Internationale Beziehungen im Ministerium für Volksgesundheit (Ministère de la Santé Publique) und danach im März 1960 Ärztlicher Direktor des Zentralkrankenhauses von Yaoundé. Im März 1960 wurde er auch erster Präsident des Roten Kreuzes von Kamerun sowie später Präsident der Vereinigung der Kriegsveteranen (l’Association des Anciens Combattants).
Am 20. Oktober 1961 wurde er schließlich selbst als Minister für Volksgesundheit in das Kabinett von Charles Assalé berufen. In dieser Funktion nahm er im Oktober 1962 an einer Gemeinsamen Konferenz der Ernährungs- und Landwirtschaftsorganisation (FAO) und der Weltgesundheitsorganisation (WHO) in Genf über Ernährungsstandards teil. Im Rahmen einer Regierungsumbildung übernahm er am 1. Juli 1964 das Amt des Ministers für Nationale Wirtschaft, knapp ein Jahr darauf am 25. Mai 1965 jedoch wieder das Amt des Ministers für Volksgesundheit.
Am 20. November 1965 wurde er als Nachfolger von Vincent Paul Ahanda selbst Premierminister von Ost-Kamerun. Dieses Amt übte er bis zum Zusammenschluss von Ost- und Westkamerun am 2. Juni 1972 zur Republik Kamerun und der daraus folgenden vorübergehenden Abschaffung des Amtes der Premierminister der beiden Landesteile aus. Anschließend wurde das Amt des Regierungschefs in Personalunion von Präsident Ahmadou Ahidjo wahrgenommen.
Für seine Verdienste wurde er mehrfach mit in- und ausländischen Orden ausgezeichnet und unter anderem zum Ritter der Ehrenlegion ernannt.